# Alchemilla ptychomnoa
Alchemilla ptychomnoa är en rosväxtart som beskrevs av Werner Hugo Paul Rothmaler. Alchemilla ptychomnoa ingår i släktet daggkåpor, och familjen rosväxter. Inga underarter finns listade i Catalogue of Life.